# انخفاض الغدة الدمعية
انخفاض الغدة الدمعية أو حفرة الغدة الدمعية (بالإنجليزية: Fossa for lacrimal gland)‏ هي انخفاض ضحل (سطحي) يقع عند السطح السفلي لكل صفيحة محجرية للعظم الجبهي وهي ناعم ومقعر السطح ويبرز بشكل جانبي تحت غطاء من الناتئ الوجني.

## روابط خارجية
- 1519844[وصلة مكسورة] - Stedman's Online Medical Dictionary at Lippincott Williams and Wilkins